# ベネズエラ人の一覧
ベネズエラ人の一覧
この項目では、ベネズエラ・ボリバル共和国の特筆されるべき出身者を列挙する。

## 政治家
- アントニオ・グスマン・ブランコ

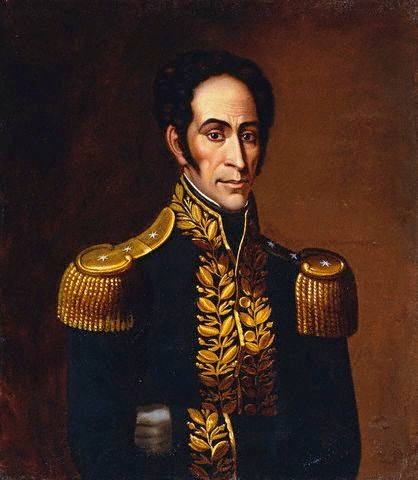
解放者シモン・ボリーバル

- アントニオ・ホセ・デ・スクレ - エクアドルの解放者。ボリビアの実質的な初代大統領
- ウゴ・チャベス - 大統領（1999-2013）。ボリーバル革命の推進者。
- シプリアーノ・カストロ - 独裁者（1899-1908）
- シモン・ボリーバル - エル・リベルタドール（解放者）
- フアン・クリソストモ・ファルコン
- フアン・ビセンテ・ゴメス - 独裁者（1908-1935）
- フアン・ホセ・フローレス - エクアドルの初代大統領
- フランシスコ・デ・ミランダ - ベネズエラ最初の独立指導者。インカ帝国の復興を計画した。
- マルコス・ペレス・ヒメネス
- ラファエル・ウルダネータ
- ロムロ・ガジェーゴス
- ロムロ・ベタンクール

## 学者
- シモン・ロドリゲス - シモン・ボリーバルの師。
- バルフ・ベナセラフ - 医学者。ノーベル生理学・医学賞受賞者。
- ウンベルト・フェルナンデス・モラン
- カルロータ・ペレス
- マヌエル・ブルム
- マリオ・ブルセーニョ・イラゴリー

## スポーツ

### 野球選手
- ルイス・アパリシオ (アメリカ野球殿堂表彰者)
- ボビー・アブレイユ
- エドガルド・アルフォンゾ
- アルビス・オヘイダ
- マグリオ・オルドニェス
- ペドロ・カステヤーノ
- アレックス・カブレラ
- ミゲル・カブレラ
- ジョバンニ・カラーラ
- フランシスコ・カラバイヨ
- アンドレス・ガララーガ
- フレディ・ガルシア
- フランク・カンポス
- オジー・ギーエン
- カルロス・ギーエン
- ダーウィン・クビアン
- ジェレミー・ゴンザレス
- ルイス・ゴンザレス
- オーランド・アルシア
- デーブ・コンセプシオン
- エルネスト・メヒア
- ルイス・サンチェス
- ロムロ・サンチェス
- ヨハン・サンタナ
- カルロス・ザンブラーノ
- エンジェルベルト・ソト
- ホセ・タバタ
- エディ・ディアス
- フレディ・バイエスタス
- エドウィン・ハタド
- ジョニー・パリデス
- アーロム・バルディリス
- オマー・ビスケル
- ルイス・ヒメネス
- カルロス・プリード
- マルコス・ベキオナチ
- ロベルト・ペタジーニ
- ラファエル・ベタンコート
- カルロス・ヘルナンデス（1980年生まれ）
- カルロス・ヘルナンデス（1997年生まれ）
- フェリックス・ヘルナンデス
- エルネスト・ペレイラ
- ロベルト・ペレス
- ホセ・マラベ
- ボビー・マルカーノ
- ビクター・マルティネス
- エルネスト・メヒア
- メルビン・モーラ
- フランシスコ・ロドリゲス
- レビ・ロメロ
- アレックス・ラミレス
- ホセ・ロペス
- オズワルド・アルシア
- ホセ・オスナ[1]
- ヨアンダー・メンデス

### サッカー
- ラファエル・ドゥダメル
- フアン・アランゴ
- セサル・エドゥアルド・ゴンサレス
- ルイス・バジェニージャ
- メルビン・モーラ
- ルベルス・モラン
- ホセ・マヌエル・レイ
- アルベルト・ロハス
- アンドレス・トゥニェス
- フェルナンド・アモレビエタ
- ダニ・エルナンデス
- ニコラス・フェドール
- トマス・リンコン
- オスワルド・ビスカロンド
- ロベルト・ロサレス
- アレクサンデル・ダビド・ゴンサレス
- ホセ・サロモン・ロンドン
- クリスティアン・サントス
- ウィルケル・アンヘル
- ミケル・ビジャヌエバ
- ホセ・マヌエル・ベラスケス
- ホセフ・マルティネス
- フアン・パブロ・アニョル
- アダルベルト・ペニャランダ

### バスケットボール
- グレゴリー・エチェニケ
- オスカー・トーレス
- グレイビス・バスケス

### テニス
- マリア・ベント＝カブチ
- ミラグロス・セケラ

### レーサー
- パストール・マルドナド -F1レーサー。
- ジョニー・チェコット - F1レーサー。
- カルロス・ラバード
- ミルカ・デュノー
- エルネスト・ヴィソ

### ボクサー
- レオ・ガメス
- アントニオ・ゴメス
- ロレンソ・パーラ
- エドウィン・バレロ
- アレクサンデル・ムニョス
- ホルヘ・リナレス
- ファン・ランダエタ
- オグレイディス・スアレス - 女子

### 柔道
- エルビスマル・ロドリゲス

### レスラー
- サイクロン・ネグロ

### BMX
- ダニエル・デルス

### 格闘家
- マキシモ・ブランコ

## 芸術
- アレハンドロ・オテーロ
- カルロス・クルス＝ディエス
- ヘスス・ソト

### 音楽

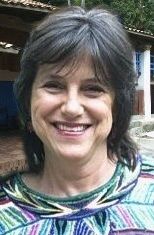
セシリア・トッド

- レイナルド・アーン - カラカスに生まれた作曲家。のちフランスに帰化。
- ホセ・アントニオ・アブレウ - 音楽家、文化大臣も務めた。音楽を通じた社会活動を推進。ユネスコ親善大使。
- テレサ・カレーニョ - ピアニスト。「ピアノの女帝」。
- アルデマーロ・ロメロ
- ラファエル・ボリーバル・コロナード - アルマ・ジャネーラの作曲者。
- ホセ・マンソ・ペローニ - コーヒールンバの作曲者。
- ウーゴ・ブランコ - コーヒールンバの演奏者。
- シモン・ディアス - カバージョ・ビエホの作曲者。
- セシリア・トッド
- アリ・プリメーラ - ヌエバ・カンシオンの人物。
- ソレダ・ブラーボ - ヌエバ・カンシオンの人物。
- グスターボ・ドゥダメル - 指揮者。
- アントニオ・エステベス - クラシック音楽の作曲家。
- チェオ・ウルタード - ホローポの音楽家。
- フアン・バウティスタ・プラーサ - クラシック音楽の作曲家。
- イノセンテ・カレーニョ - クラシック音楽の作曲家。
- エベンシオ・カステジャーノス - クラシック音楽の作曲家。
- セルジオ・ティエンポ - クラシック音楽のピアニスト。

### 絵画
- アルトゥーロ・ミチェレーナ
- アルマンド・レベロン
- エロイ・パラシオス
- クリストバル・ロハス
- ペドロ・レオン・サパータ
- マルティン・トバール・イ・トバール - 歴史画家。

### 建築
- カルロス・ラウール・ビリャヌエバ - 建築家。ベネズエラ中央大学を設計。

### 文学
- アドリアーノ・ゴンサーレス・レオン
- アルトゥーロ・ウスラール・ピエトリ
- アンドレス・エロイ・ブランコ
- エドゥアルド・ブランコ
- サルバドール・グアルメンディア
- ビクトル・ブラーボ
- フアン・アントニオ・ペレス・ボナルデ
- ホセ・アントニオ・ラモス・スクレ
- マリアーノ・ピコン・サラス
- ミゲル・オテーロ・シルバ
- ラファエル・カデナス
- ロムロ・ガジェーゴス - 詩人、元大統領。彼にちなんでロムロ・ガジェーゴス賞が設立された。

### 映画監督・俳優
- エリサベス・アベジャーン - 映像作家
- ジョナサン・ヤクボウィッツ - 映像作家。『ベネズエラ・サバイバル』（en:Secuestro Express）の監督
- フィナ・トーレス - 映像作家
- パトリシア・ベラスケス - 女優
- エドガー・ラミレス - 俳優

## モデル
- ダイアナ・メンドーサ - モデル。ミス・ユニバース2008。
- ライ・ヨナイタス - モデル。
- ステファニア・フェルナンデス - モデル。ミス・ユニバース2009。

## その他
- カルロス - テロリスト
- 遠藤玲子 - アナウンサー
- ラウール - アイドルグループ・Snow Manのメンバー。ベネズエラ人の父と日本人の母との間に誕生。